# Afrikaans kampioenschap voetbal vrouwen 2000
Het Afrikaans kampioenschap voetbal vrouwen 2000 (of CAF vrouwenkampioenschap) was de vierde editie van dit voetbaltoernooi voor landenteams.
Het was de eerste editie die twee jaar na de vorige editie werd georganiseerd en daarmee ook de eerste editie waarbij het toernooi niet gold als het kwalificatietoernooi voor het wereldkampioenschap voetbal vrouwen.
Als gastland voor de eindronde trad Zuid-Afrika op. Vijftien landen hadden zich voor deelname ingeschreven. Drie landen trokken zich na de loting terug voor deelname. Gabon deed dit als vierde land na een wedstrijd in de voorronde. De kwalificatie werd gespeeld middels thuis- en uitwedstrijden, de eindronde met groepswedstrijden en afsluitende knock-outfase.
Nigeria veroverde voor de vierde keer de titel. Deze werd reglementair aan Nigeria toegekend nadat de finalewedstrijd tegen het gastland (bij een 2-0 stand ten gunste van Nigeria) in de 73e minuut werd afgebroken vanwege ongeregeldheden op de tribune veroorzaakt door het Zuid-Afrikaans publiek.

## Deelname
| Algerije          | Ghana    | Marokko | Sierra Leone |
| Congo-Brazzaville | Kameroen | Nigeria | Zimbabwe     |
| Egypte            | Kenia    | Oeganda | Zuid-Afrika  |
| Gabon             | Lesotho  | Réunion |              |

## Kwalificatie
t.z.t. = trok zich terug 
Zuid-Afrika (als gastland) en Nigeria (als titelhouder) waren vrijgesteld van kwalificatie.

### Voorronde
| Datum | Team #1 | 1e | 2e       | Team #2 | Datum |
| ----- | ------- | -- | -------- | ------- | ----- |
|       | Réunion |    | t.z.t. > | Kenia   |       |

### Eerste ronde
| Datum | Team #1  | 1e  | 2e       | Team #2           | Datum |
| ----- | -------- | --- | -------- | ----------------- | ----- |
| 30/07 | Réunion  | 4-3 | 1-1      | Egypte            | 11/08 |
| 30/07 | Marokko  | 3-0 | 3-1      | Algerije          | 12/08 |
| 30/07 | Zimbabwe | 5-0 | 4-0      | Lesotho           | 13/08 |
| 29/07 | Gabon    | 0-3 | < t.z.t. | Kameroen          |       |
|       | Ghana    |     | t.z.t. > | Sierra Leone      |       |
|       | Oeganda  |     | t.z.t. > | Congo-Brazzaville |       |

## Eindronde

### Groepsfase

#### Groep A
| # | Land        | AW | W | G | V | PTN | V-T |
| - | ----------- | -- | - | - | - | --- | --- |
| 1 | Zuid-Afrika | 3  | 3 | 0 | 0 | 9   | 8-1 |
| 2 | Zimbabwe    | 3  | 1 | 1 | 1 | 4   | 5-5 |
| 3 | Oeganda     | 3  | 1 | 1 | 1 | 4   | 4-6 |
| 4 | Réunion     | 3  | 0 | 0 | 3 | 0   | 2-7 |

| Datum | Plaats    | Team #1     | Uitslag | Team #2  |
| ----- | --------- | ----------- | ------- | -------- |
| 11/11 | Vosloorus | Zuid-Afrika | 3-0     | Réunion  |
| 11/11 | Vosloorus | Zimbabwe    | 2-2     | Oeganda  |
| 14/11 | Vosloorus | Zimbabwe    | 2-1     | Réunion  |
| 14/11 | Vosloorus | Zuid-Afrika | 3-0     | Oeganda  |
| 17/11 | Thembisa  | Oeganda     | 2-1     | Réunion  |
| 17/11 | Vosloorus | Zuid-Afrika | 2-1     | Zimbabwe |

#### Groep B
| # | Land     | AW | W | G | V | PTN | V-T  |
| - | -------- | -- | - | - | - | --- | ---- |
| 1 | Nigeria  | 3  | 2 | 1 | 0 | 7   | 11-2 |
| 2 | Ghana    | 3  | 2 | 1 | 0 | 7   | 7-2  |
| 3 | Kameroen | 3  | 1 | 0 | 2 | 3   | 4-6  |
| 4 | Marokko  | 3  | 0 | 0 | 3 | 0   | 1-13 |

| Datum | Plaats    | Team #1  | Uitslag | Team #2  |
| ----- | --------- | -------- | ------- | -------- |
| 12/11 | Thembisa  | Nigeria  | 2-2     | Ghana    |
| 12/11 | Vosloorus | Kameroen | 4-1     | Marokko  |
| 15/11 | Thembisa  | Ghana    | 2-0     | Kameroen |
| 15/11 | Vosloorus | Nigeria  | 6-0     | Marokko  |
| 18/11 | Thembisa  | Ghana    | 3-0     | Marokko  |
| 18/11 | Vosloorus | Nigeria  | 3-0     | Kameroen |

### Knock-outfase

#### Om derde plaats
| Datum | Plaats    | Team #1 | Uitslag | Team #2  |
| ----- | --------- | ------- | ------- | -------- |
| 24/11 | Vosloorus | Ghana   | 6-3     | Zimbabwe |

#### Finale
| Datum | Plaats    | Team #1 | Uitslag  | Team #2     |
| ----- | --------- | ------- | -------- | ----------- |
| 25/11 | Vosloorus | Nigeria | gestaakt | Zuid-Afrika |

De wedstrijd werd in de 73e minuut afgebroken vanwege ongeregeldheden op de tribune veroorzaakt door het Zuid-Afrikaans publiek. De CAF wees Nigeria aan als kampioen.

## Kampioen
| Afrikaans kampioenschap vrouwenvoetbal 2000 |
| ------------------------------------------- |
| NIGERIA 4de titel                           |

1991 ·
1995 · 
1998 · 
2000 · 
2002 · 
2004 · 
2006 · 
2008 · 
2010 ·
2012 ·
2014 ·
2016 ·
2018 ·
2022